# Eddie Irvine
Edmund Irvine jr (ur. 10 listopada 1965 w Newtownards) – brytyjski kierowca wyścigowy. Startował w Formule 1 w sezonach 1993-2002. Na początku ścigał się bez większych sukcesów w barwach zespołu Jordan. Potem startował przez 4 sezony w Ferrari i w tym okresie odnosił największe sukcesy w karierze – w sezonie 1999 zdobył tytuł wicemistrza świata. Po odejściu z Ferrari trafił do zespołu Jaguar Racing, gdzie startował do końca sezonu 2002. Z końcem tego roku zakończył karierę. Przez całą karierę wygrał 4 wyścigi (wszystkie wyścigi wygrał w swoim najlepszym sezonie w karierze, czyli w 1999). Znany jest też z licznych podbojów miłosnych m.in. ze związku ze znaną modelką Katie Price.

## Życiorys

### Początki kariery
Wyścigową karierę Eddie rozpoczął w 1983 roku, w Brytyjskiej Formule Ford. Tytuł w tej serii zdobył cztery lata później, w zespole Van Damen (oprócz tego w tym samym sezonie triumfował w Festiwalu Formuły Ford). W roku 1988 Brytyjczyk przeniósł się do Brytyjskiej Formule 3, w której na koniec sezonu zajął 5. miejsce.
W latach 1989–1990 startował w bezpośrednim przedsionku F1 – Międzynarodowej Formule 3000. W pierwszym podejściu zajął w niej 9. pozycję, natomiast w drugim był trzeci. W tym samym okresie ścigał się w prestiżowym wyścigu o Grand Prix Makau. Najlepiej spisał się w nim w 1990 roku, kiedy to ukończył go na 3. lokacie.
W latach 1991–1993 brał udział w Japońskiej Formule 3000 (obecnie Formuła Nippon). Najlepszym osiągnięciem Irvine'a w tym serialu, był tytuł wicemistrzowski, zdobyty w ostatnim roku startów.

### 24 Godziny Le Mans
W latach 1992–1994 Brytyjczyk brał udział w najbardziej prestiżowym wyścigu długodystansowym 24 Godziny Le Mans. W japońskim zespole Toyota rywalizację zakańczał odpowiednio na ósmym, czwartym i wreszcie na drugim miejscu w ostatecznej klasyfikacji. W tym czasie partnerowali mu inni kierowcy z przeszłością w Formule 1, Austriak Roland Ratzenberger czy też Japończyk Toshio Suzuki.

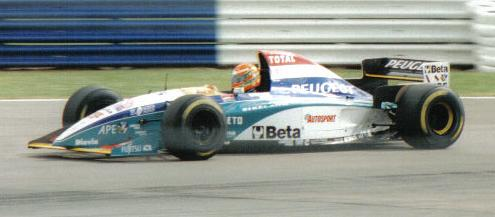
Eddie Irvine podczas Grand Prix Wielkiej Brytanii w roku 1995

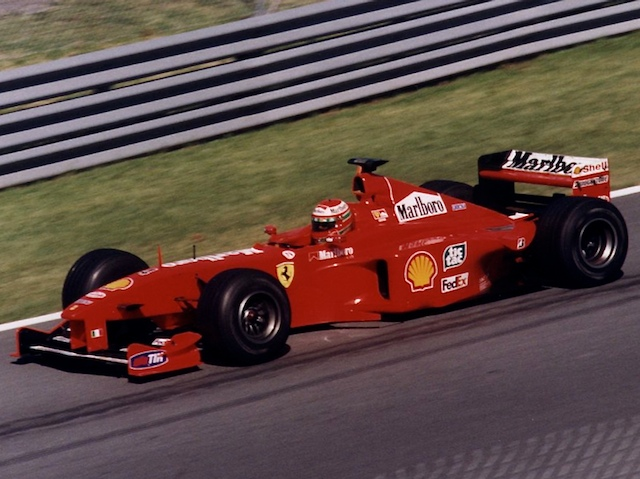
Eddie Irvine podczas Grand Prix Kanady w roku 1999

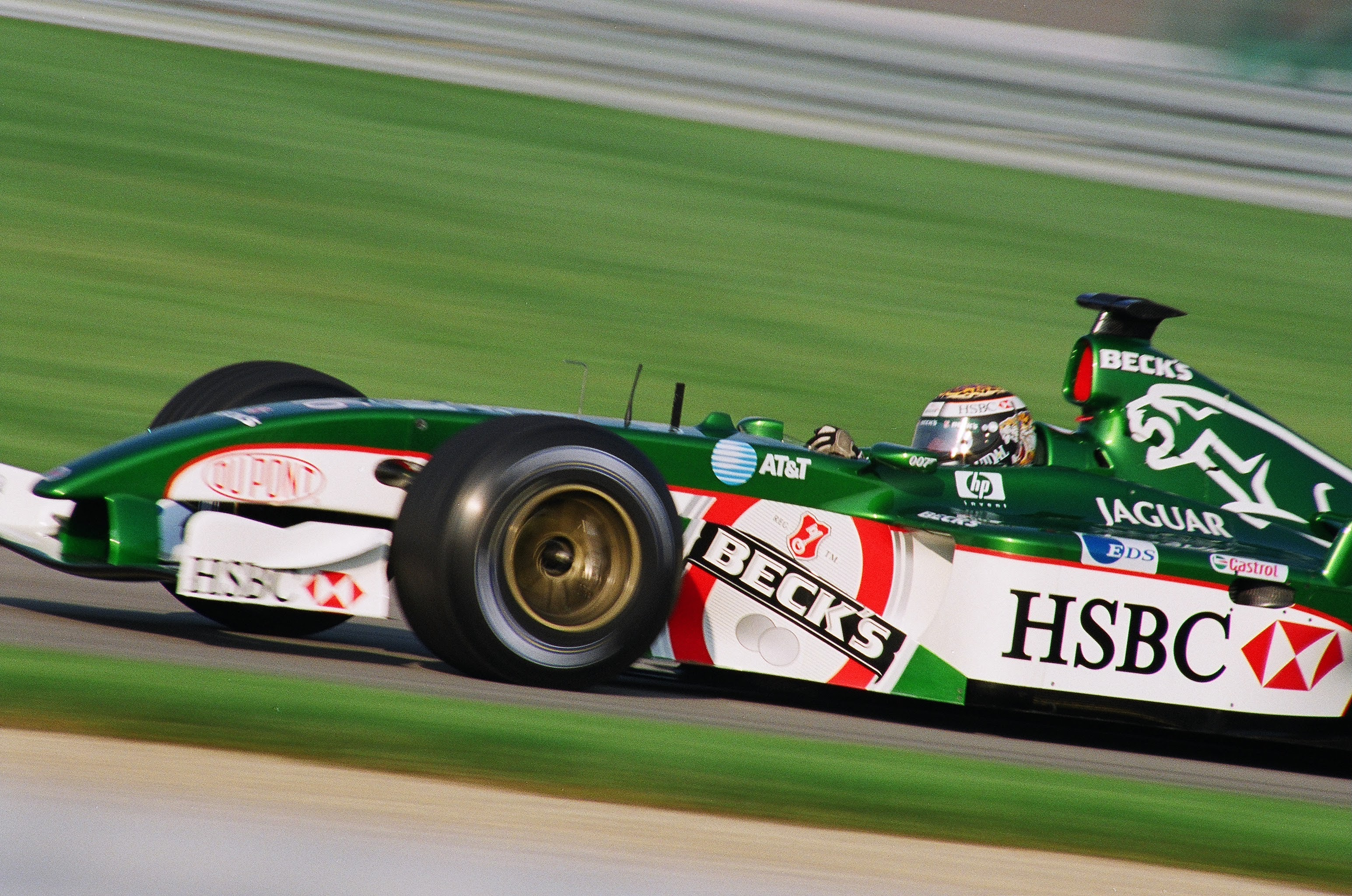
Eddie Irvine podczas Grand Prix Stanów Zjednoczonych w roku 2002

### Formuła 1
Brytyjczyk debiut w Formule 1 zanotował w zespole Jordan, w 1993 roku, w zastępstwie Włocha Emanuela Naspettiego, podczas ostatnich dwóch wyścigów o Grand Prix Japonii i Grand Prix Australii. Już w pierwszym z nich zdołał uzyskać punktowaną szóstą pozycję. Kolejnej rundy nie udało mu się jednak ukończyć. Ostatecznie zajął 20. miejsce w końcowej klasyfikacji.
Swoimi występami zrobił spore wrażenie na szefie ekipy Eddiem Jordanie, który zakontraktował go na następny sezon. W pierwszym roku startów (nie wystąpił w trzech wyścigach, w których zastąpili go Japończyk Aguri Suzuki oraz Włoch Andrea de Cesaris) trzykrotnie zakończył zmagania na punktach, jednakże w wyniku wielu kolizji i awarii ukończył zaledwie pięć wyścigów. W ostatnim sezonie współpracy z irlandzkim zespołem czterokrotnie ukończył wyścig z punktami oraz pierwszy raz w karierze stanął na podium (3. miejsce podczas wyścigu o Grand Prix Kanady). Ponownie jednak zanotował wiele wypadków, przez które tracił szanse na dobry wynik. Oba sezony zakończył odpowiednio na 16. i 12. miejscu.
W latach 1996–1999 Irvine dostał szansę startów we włoskiej ekipie Ferrari. Partnerem Brytyjczyka został dwukrotny mistrz świata, Niemiec Michael Schumacher, który pozostawił wyraźnie w cieniu swojego partnera. W pierwszych dwóch sezonach startów w ekipie z Maranello, Eddie nie radził sobie jednak najlepiej, czego powodem było wiele wypadków. Na dodatek przydarzyło mu się sporo awarii, przez które tracił w drastycznym tempie dystans punktowy do czołówki. W wyniku tych zdarzeń ukończył je na odległej 10. i 7. pozycji, w porównaniu z trzecią i drugą (ostatecznie Niemcowi ta pozycja została odebrana) Schumachera. W 1998 roku wyniki Eddiego wyraźnie się poprawiły, dzięki czemu pewnie zajął 4. miejsce, z ośmioma miejscami na podium.
W ostatnim sezonie współpracy z włoską ekipą Brytyjczyk po kontuzji lidera stajni Michaela podczas Grand Prix Wielkiej Brytanii, dostał niepodważalną szansę walki o tytuł mistrza świata. Już w pierwszym wyścigu sięgnął po zwycięstwo. Odbyło się to jednak w dość przyjaznych okolicznościach. W kolejnych wyścigach Eddie jeździł w przeciwieństwie do poprzednich sezonów równo i konsekwentnie, a dzięki dużej pomocy partnera zespołu Schumachera, który powrócił po rekonwalescencji oraz problemom Miki Hakkinena w kilku wyścigach, do ostatniej rundy pozostawał liderem klasyfikacji generalnej (w głównej mierze dzięki Schumacherowi, wygrał przedostatnią eliminację o Grand Prix Malezji, przez co obaj o mało nie zostali zdyskwalifikowani). Podczas ostatniego wyścigu o Grand Prix Japonii jego największy rywal Hakkinen okazał się jednak bezkonkurencyjny i ostatecznie to on został mistrzem. Irvine w ostatniej rundzie zajął trzecią pozycję i ostatecznie drugą na koniec sezonu. Wygrał łącznie cztery rundy.
Sezon 1999 jest jednym z niewielu sezonów, w których rozstrzygnięcie w przypadku punktacji 10-8-6-5-4-3-2-1, byłoby inne. Gdyby taka punktacja (system ten wszedł w roku 2003) była w tym właśnie roku, Eddie Irvine zdobyłby tytuł.
W sezonie 2000 pomimo świetnej postawy, został zastąpiony przez byłego partnera z ekipy Jordan, Brazylijczyka Rubensa Barrichello. On z kolei zajął jego miejsce w brytyjskiej stajni Stewart Grand Prix, którą przekształcono w fabryczny zespół Jaguar Racing. W ciągu trzech lat startów w tym zespole z powodu wyraźnie słabszej formy bolidu nie był w stanie osiągać dobrych wyników, kończąc je odpowiednio na trzynastym, dwunastym i dziewiątym miejscu w końcowej klasyfikacji, z dorobkiem dwóch miejsc w pierwszej trójce podczas Grand Prix Monako i Grand Prix Włoch. Po roku 2002 postanowił zakończyć sportową karierę. Ostatnim wyścigiem dla Brytyjczyka było, podobnie jak w przypadku debiutu, Grand Prix Japonii.

### Wyróżnienia
Brytyjczyk dwukrotnie został wyróżniony przez dziennik Autosport, odpowiednio w 1987 i 1999 roku. Poza tym również w 1999 roku dostał nagrodę Hawthom Memorial Trophy, która została utworzona na cześć legendy F1, Mike'a Hawthorna.

## Wyniki

### Podsumowanie
| Legenda oznaczeń w tabelach wyników Wyświetl szablon na nowej stronie | Legenda oznaczeń w tabelach wyników Wyświetl szablon na nowej stronie                                                                     |
| Oznaczenie                                                            | Wyjaśnienie |
| --------------------------------------------------------------------- | --- |
| Złoty                                                                 | Zwycięzca lub mistrzostwo |
| Srebrny                                                               | 2. miejsce lub wicemistrzostwo |
| Brązowy                                                               | 3. miejsce lub II wicemistrzostwo |
| Zielony                                                               | Ukończył, punktował (w klasyfikacji generalnej, gdy zdobył co najmniej jeden punkt na przestrzeni sezonu, poza trzema powyższymi opcjami) |
| Niebieski                                                             | Ukończył, nie punktował (w klasyfikacji generalnej, gdy nie zdobył co najmniej jednego punktu na przestrzeni sezonu)                      |
| Czerwony                                                              | Nie zakwalifikował się (NZ) |
| Czerwony                                                              | Nie prekwalifikował się (NPK) |
| Różowy                                                                | Nie ukończył (NU) |
| Różowy                                                                | Niesklasyfikowany (NS) (w klasyfikacji generalnej, gdy nie został sklasyfikowany w żadnym wyścigu sezonu)                                 |
| Czarny                                                                | Zdyskwalifikowany (DK) |
| Czarny                                                                | Wykluczony (WYK/EX) |
| Biały                                                                 | Nie wystartował (NW) |
| Biały                                                                 | Kontuzjowany (K/INJ) |
| Biały                                                                 | Wyścig odwołany (OD/C) |
| Bez koloru                                                            | Został wycofany (WYC/WD) |
| Bez koloru                                                            | Nie przybył (NP/DNA) |
| Bez koloru                                                            | Nie brał udziału w treningach (NT/DNP) |
| Bez koloru                                                            | Nie został zgłoszony (–) |
| Pogrubienie                                                           | Start z pole position |
| Kursywa                                                               | Najszybsze okrążenie wyścigu |
| †                                                                     | Nie ukończył, ale jego rezultat został zaliczony ze względu na przejechanie więcej niż 90% dystansu wyścigu.                              |
| *                                                                     | Sezon w trakcie |
| 1/2/3                                                                 | Punktowana pozycja w sprincie kwalifikacyjnym                                                                                             |
| Lista systemów punktacji Formuły 1                                    | |

| Sezon | Zgł. | Starty | PKT | P. | P1 | P2 | P3 | Punkt. | PP | NO | NS | DK | Zespoły |
| ----- | ---- | ------ | --- | -- | -- | -- | -- | ------ | -- | -- | -- | -- | ------- |
| 2002  | 17   | 17     | 8   | 9  | -  | -  | 1  | 3      | -  | -  | 10 | -  | Jaguar  |
| 2001  | 17   | 17     | 6   | 12 | -  | -  | 1  | 2      | -  | -  | 11 | -  | Jaguar  |
| 2000  | 17   | 16     | 4   | 13 | -  | -  | -  | 2      | -  | -  | 4  | -  | Jaguar  |
| 1999  | 10   | 9      | 74  | 2  | 4  | 2  | 3  | 14     | -  | 1  | 1  | -  | Ferrari |
| 1998  | 18   | 18     | 47  | 4  | -  | 3  | 5  | 11     | -  | -  | 3  | -  | Ferrari |
| 1997  | 17   | 17     | 24  | 7  | -  | -  | 5  | 6      | -  | -  | 6  | -  | Ferrari |
| 1996  | 16   | 16     | 11  | 10 | -  | -  | 1  | 4      | -  | -  | 10 | -  | Ferrari |
| 1995  | 17   | 17     | 10  | 12 | -  | -  | 1  | 4      | -  | -  | 8  | -  | Jordan  |
| 1994  | 13   | 13     | 6   | 16 | -  | -  | -  | 3      | -  | -  | 8  | -  | Jordan  |
| 1993  | 2    | 2      | 1   | 20 | -  | -  | -  | 1      | -  | -  | 1  | -  | Jordan  |

| Sezony | Zgł. | Starty | PKT | Najwyższa pozycja (mistrzostwa) | P1 | P2 | P3 | Punkt. | PP | NO | NS | DK | Zespoły |
| ------ | ---- | ------ | --- | ------------------------------- | -- | -- | -- | ------ | -- | -- | -- | -- | ------- |
| 10     | 148  | 147    | 191 | 1x2                             | 4  | 5  | 15 | 50     | -  | 62 | -  | -  | 3       |